# Natalja Sazanovičová
Natalja Vjačeslovna Sazanovičová (bělorusky Наталья Вячеславовна Сазанович; * 15. srpna 1973, Baranavičy, Brestská oblast) je bývalá běloruská atletka, jejíž specializací byl sedmiboj a halový pětiboj.

## Kariéra
V roce 1991 se stala v Soluni juniorskou mistryní Evropy v sedmiboji. O rok později získala zlatou medaili také na juniorskou mistryní světa v jihokorejském Soulu.
Jeden ze svých největších úspěchů zaznamenala v roce 1996 na letních olympijských hrách v Atlantě, kde vybojovala stříbrnou medaili. K celkovému umístění na stupni vítězů ji dopomohly vítězství ve čtvrté (běh na 200 m) a páté disciplíně (skok daleký) a třetí místo ve vrhu koulí. Dohromady získala 6 563 bodů, čímž si vytvořila osobní rekord, který si již později nevylepšila.
Nejblíže se k osobnímu maximu dostala na MS v atletice 2001 v Edmontonu, kde získala stříbrnou medaili (6 539 bodů). Hranici 6 500 bodů překonala také na letních olympijských hrách v Sydney v roce 2000 a na světovém šampionátu v Paříži v roce 2003, kde shodně získala bronzové medaile. Dva bronzy vybojovala rovněž na evropských šampionátech. V Budapešti v roce 1998 a o čtyři roky později na ME v atletice v Mnichově.
V roce 2004 reprezentovala také na letní olympiádě v Athénách, kde však po prvních dvou disciplínách ze sedmiboje odstoupila.

### Halové MS 2001
V roce 2001 se stala v Lisabonu halovou mistryní světa v pětiboji (60 m přek. – 8,25 s, skok do výšky – 1,80 m , vrh koulí – 16,31 m, skok daleký – 6,69 m, běh na 800 m – 2:23,20). V závodě si vytvořila nový osobní rekord 4 850 bodů, čímž tehdy vytvořila třetí nejlepší výkon všech dob. Výše tenkrát byly jen Rusky Světlana Moskalecová (4 866 bodů) a Irina Bělovová (4 991 bodů). Její bodový součet mohl být tehdy mnohem větší. Závěrečnou osmistovku zaběhla v čase 2:23,20 (osobní maximum), za což získala 781 bodů. V roce 2012 překonala Ukrajinka Natalija Dobrynská na halovém MS jako první vícebojařka hranici pěti tisíc bodů, když v Istanbulu nasbírala celkově 5 013 bodů. Za závěrečný běh na 800 metrů získala 948 bodů (2:11,15). Kdyby stejný čas zaběhla Sazanovičová v Portugalsku, světový rekord v pětiboji by držela výkonem 5 017 bodů ona.

### Osobní rekordy
- pětiboj (hala) – 4 850 bodů – 9. března 2001, Lisabon
- sedmiboj – 6 563 bodů – 28. července 1996, Atlanta

## Vyznamenání
- Zasloužilý mistr sportu Běloruské republiky – Bělorusko, 4. června 1997[7]